# 斯廷科納 (印第安納州)
斯廷科納（英語：Steam Corner）是位於美國印第安納州方廷縣的一個非建制地區。該地的面積和人口皆未知。